# Kladapheles gammadeka
Kladapheles gammadeka is een mosdiertjessoort uit de familie van de Lepraliellidae. De wetenschappelijke naam van de soort is voor het eerst geldig gepubliceerd in 1993 door Gordon.